# Nilasera nakula
Nilasera nakula är en fjärilsart som beskrevs av Felder 1860. Nilasera nakula ingår i släktet Nilasera och familjen juvelvingar. Inga underarter finns listade i Catalogue of Life.